# Industria elettronica nella Repubblica Democratica Tedesca

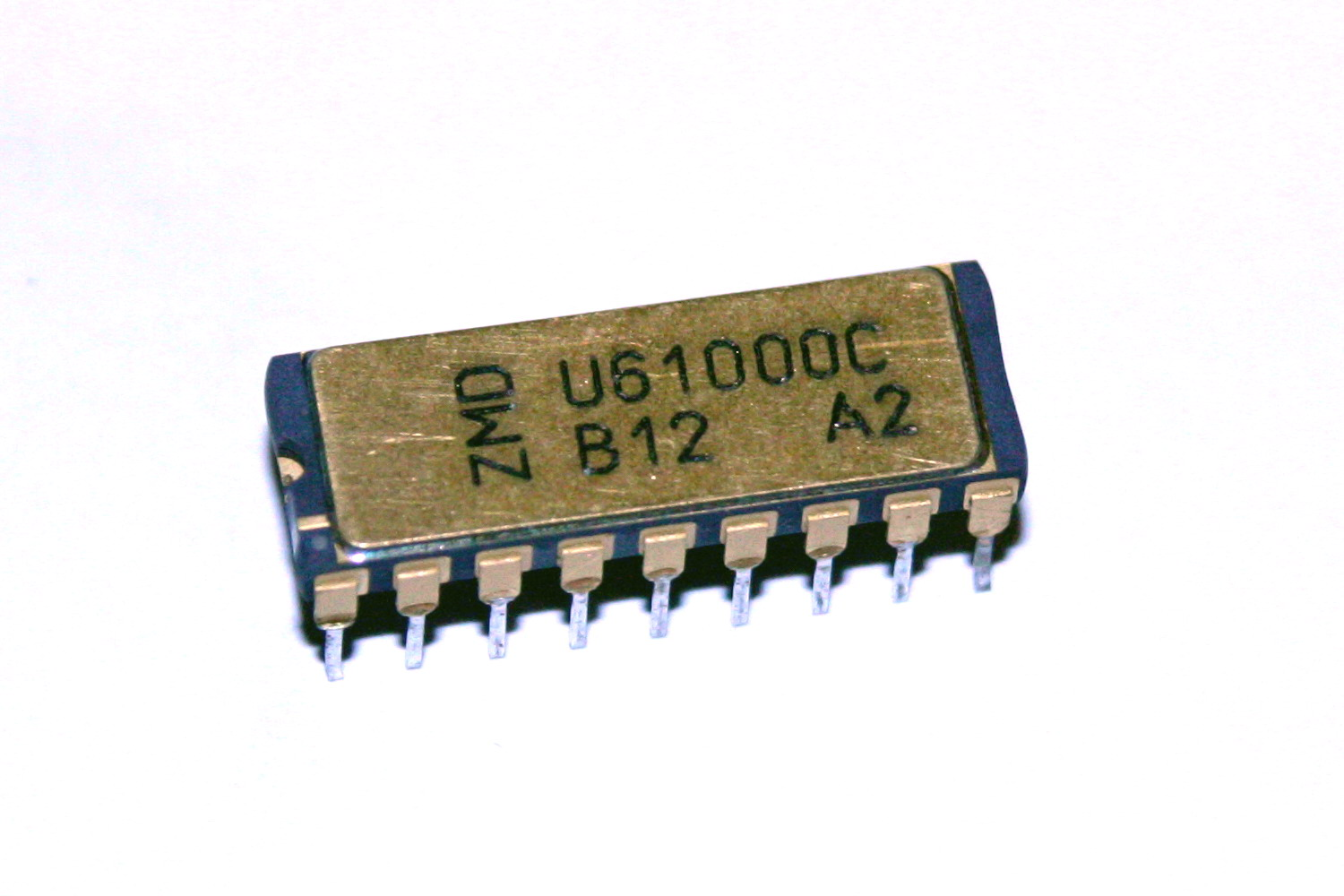
U61000: il primo esempio di memoria da 1Mbit della GDR

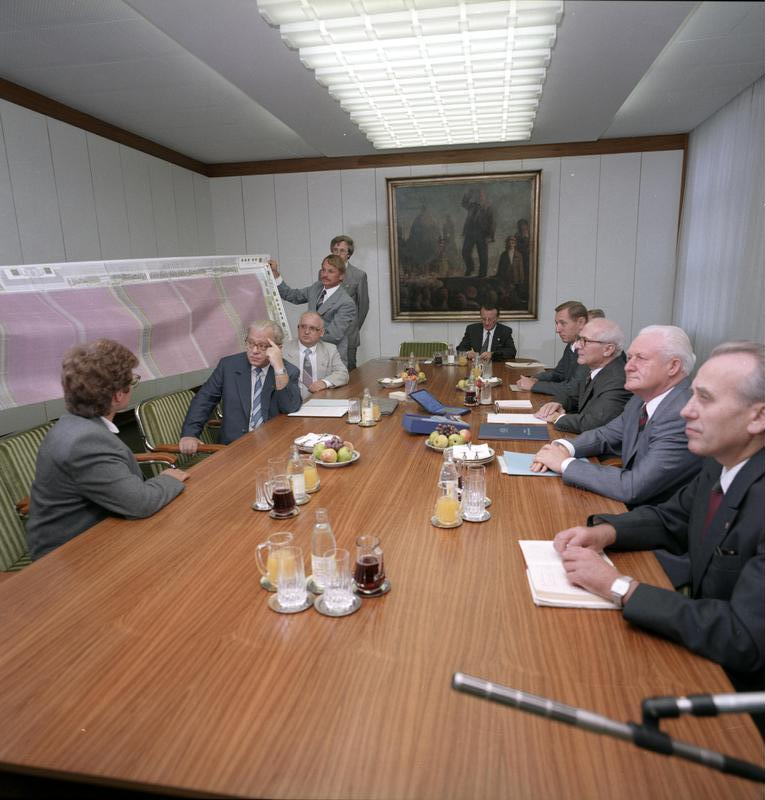
Presentazione della prima memoria da 1Mb presentato a Erich Honecker, 12 settembre 1988

L'industria elettronica nella Repubblica Democratica Tedesca fu una delle maggiori nel Blocco orientale. Un programma di acquisti illeciti di violazione di copyright e reverse engineering della tecnologia industriale occidentale fu messa in atto per fornire elettronica al COMECON. Sotto la direzione di Erich Honecker, l'industria elettronica aumentò dell'ordine del 11.4% negli anni '70 del XX secolo e del 12.9% durante gli anni '80.

## Struttura nel 1989
Negli anni precedenti la riunificazione tedesca, l'industria elettronica fu strutturata in conglomerate chiamate Kombinate. La produzione di semiconduttori venne fatta dalla Kombinat Carl Zeiss di Jena. La VEB Kombinat Elektronische Bauelemente Teltow fabbricò componenti elettronici passivi e la VEB Kombinat Mikroelektronik Erfurt quelli attivi. A turno la VEB Kombinat Robotron di Dresda assemblava calcolatori. La VEB Kombinat Rundfunk- und Fernsehtechnik Staßfurt produsse elettronica di consumo come radio e televisori mentre sistemi per telecomunicazioni furono fatti dalla VEB Kombinat Nachrichtenelektronik Berlino. A parte le eccezioni Carl Zeiss e Robotron, la maggior parte dei componenti erano tutti a marchio RFT ( Rundfunk- und Fernmelde-Technik).

## Storia

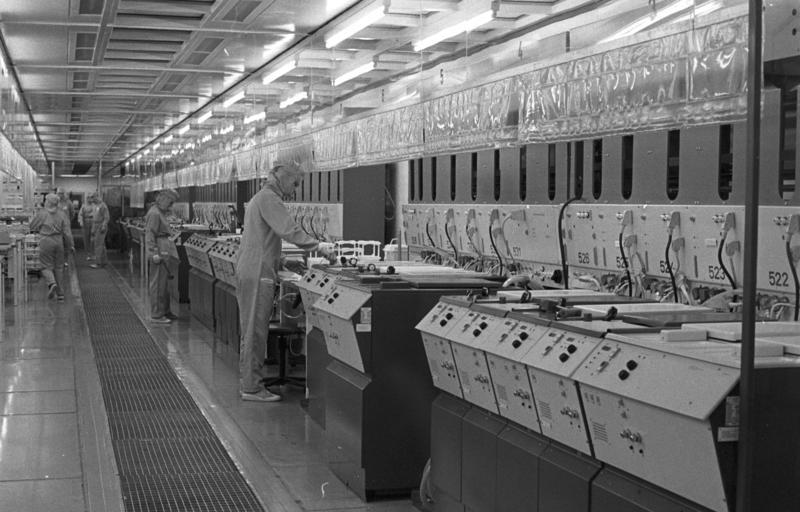
Una fabbrica nel 1989.

Dal 1977 si cercò di competere con l'industria elettronica occidentale, ma ovviamente senza riuscirci vista la piccola dimensione dello Stato orientale. La GDR fu indietro di circa 5-7 anni rispetto all'industria americana e giapponese. Per produrre una memoria di 64kb al costo di 40 Marchi orientali, in occidente ne servivano 4,50. Per una memoria di 256kb a 534 Marchi, in occidente ne servivano dai 5,00 ai 7,00.
L'industria microelettronica in Germania Est iniziò nel 1961 con la "Arbeitsstelle für Molekularelektronik Dresden". Successivamente venne creata la "VEB Forschungszentrum Mikroelektronik Dresden".
Il fulcro di tutta l'elettronica della Germani orientale era a Dresda. L'equipaggiamento era creato da Carl Zeiss Jena e "VEB Elektromat Dresden". Il chip U61000 della "VEB Forschungszentrum Mikroelektronik Dresden" venne presentato nel settembre 1988. Ne vennero prodotti 50.000 appena prima del dissolvimento della DDR. Le dimensioni dell'industria come occupazione erano di circa 3 500 persone.
Dopo la riunificazione tedesca si creò la Silicon Saxony con 40 000 occupati.